# Нова Буковица
Нова Буковица је насељено место и седиште општине у Вировитичко-подравској жупанији, Република Хрватска.

## Историја
До територијалне реорганизације у Хрватској налазила се у саставу бивше велике општине Подравска Слатина.

### Други светски рат
Из села Нова Буковица и Миклеуша пребачени су готово сви Срби у Србију а њихова имања раздељена домаћим Хрватима и досељеницима из Загорја.

## Становништво
На попису становништва 2011. године, општина Нова Буковица је имала 1.771 становника, од чега у самој Новој Буковици 802.

## Попис 1991.
На попису становништва 1991. године, насељено место Нова Буковица је имало 1.070 становника, следећег националног састава:
| Попис 1991.‍   | Попис 1991.‍  | Попис 1991.‍ | Попис 1991.‍ | Попис 1991.‍ |
| ------------- | ------------ | ----------- | ----------- | ----------- |
|               |              |             |             |             |
| Хрвати        | Хрвати       |             | 929         | 86,82%      |
| Срби          | Срби         |             | 88          | 8,22%       |
| Југословени   | Југословени  |             | 11          | 1,02%       |
| Мађари        | Мађари       |             | 5           | 0,46%       |
| Словаци       | Словаци      |             | 3           | 0,28%       |
| Италијани     | Италијани    |             | 1           | 0,09%       |
| Македонци     | Македонци    |             | 1           | 0,09%       |
| Чеси          | Чеси         |             | 1           | 0,09%       |
| неопредељени  | неопредељени |             | 11          | 1,02%       |
| непознато     | непознато    |             | 20          | 1,86%       |
| укупно: 1.070 |              |             |             |             |